# Homme à la pipe (Picasso, 1914)
Pour les articles homonymes, voir Homme à la pipe.
Homme à la pipe est un tableau réalisé par Pablo Picasso au printemps 1914. Cette huile sur toile agrémentée de textiles imprimés collés est le portrait cubiste d'un homme avec une pipe. Elle est aujourd'hui conservée au musée Picasso, à Paris.

## Expositions
- Le Cubisme, Centre national d'art et de culture Georges-Pompidou, Paris, 2018-2019.